# ジェイアールバス東北秋田支店
ジェイアールバス東北秋田支店（ジェイアールバスとうほくあきたしてん）は、かつて秋田県秋田市にあったJRバス東北の営業所である。

## 所在地
〒010-0901 秋田県秋田市保戸野桜町22番5号
※当支店の所管する路線の乗車券の発券業務は行っていなかった。

## 沿革
- 1994年（平成6年）12月15日 - 秋田営業所開設[1]。「仙秋ナイト号」を仙台支店より移管。
- 1996年（平成8年）
  - 3月1日 - 象潟営業所廃止に伴い、「ドリーム鳥海号」（現・「エクスプレス鳥海号」）を象潟営業所より移管。
  - 5月1日 - 秋田支店に昇格。
- 1998年（平成10年）4月23日 - 「仙秋ナイト号」を廃止、「仙秋号」担当営業所となる。
- 2008年（平成20年）3月14日 - 「ドリーム秋田・横浜号」（現・「ドリーム秋田・東京号」）運行開始。
- 2018年（平成30年）10月1日 - 「ドリーム鳥海号」の運行から撤退。
- 2021年（令和3年）2月28日 - この日の営業をもって廃止。業務は仙台支店に統合[2]。

### 象潟営業所
- 1944年（昭和19年）6月15日 - 新潟鉄道局象潟自動車区開設。
- 1950年（昭和25年）4月1日 - 信越地方自動車事務所象潟自動車営業所となる。
- 1968年（昭和43年）2月1日 - 信越地方自動車部象潟自動車営業所となる。
- 1976年（昭和51年）8月21日 -象潟小学校改築に伴い　仮移転先の上郷小学校通学用に象潟駅-学校前2台臨時運行となる。
- 1985年（昭和60年）3月20日 - 信越地方自動車部廃止に伴い、東北地方自動車部管轄となる。

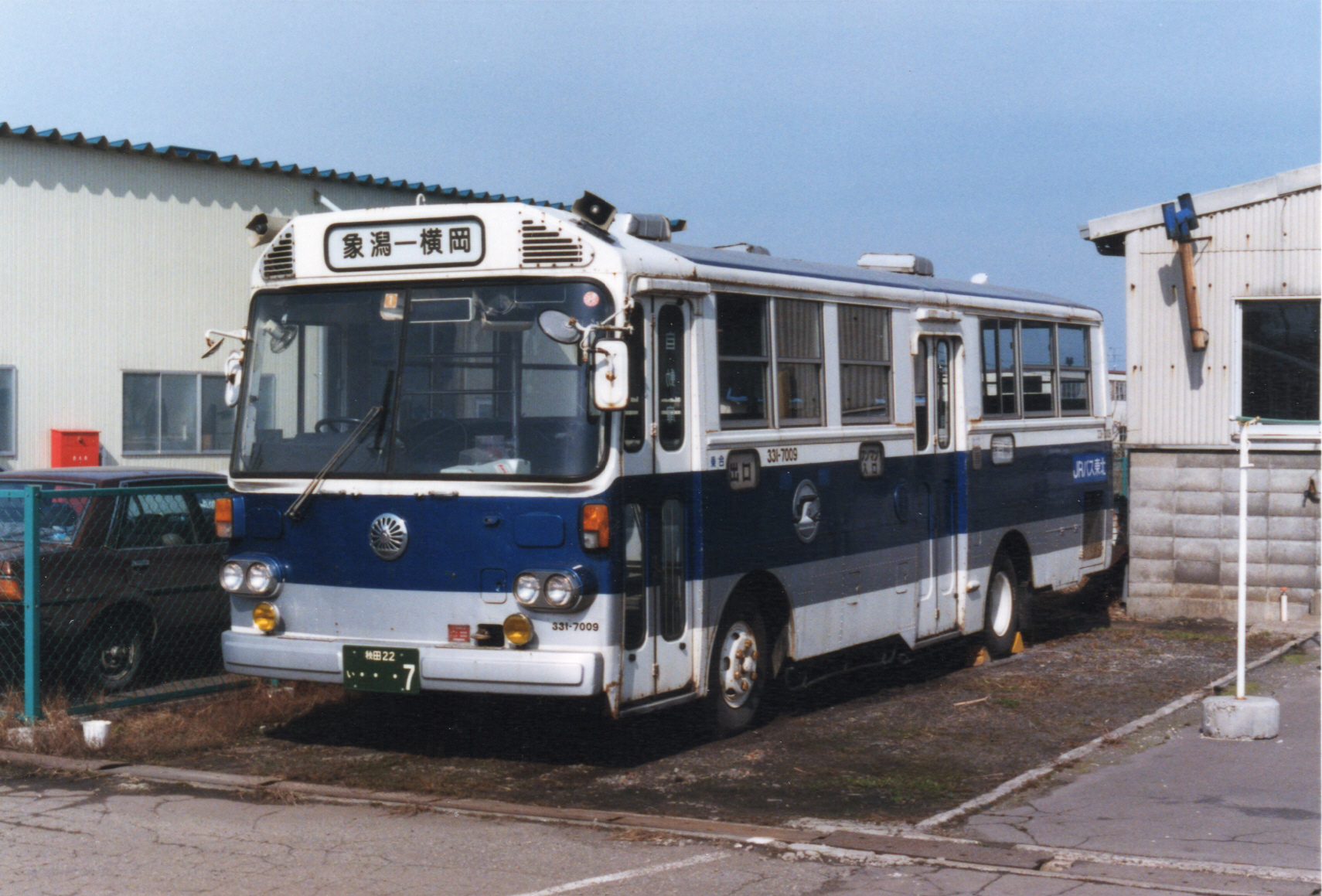
象潟営業所所属車両

- 1987年（昭和62年）4月1日 - 東日本旅客鉄道東北自動車部（JR東日本バス）象潟営業所となる。
- 1988年（昭和63年）4月1日 - ジェイアールバス東北象潟営業所となる。
- 1992年（平成4年）2月11日 - 「ドリーム鳥海号」開業に伴い担当営業所となる。
- 1995年（平成7年）3月31日 - 鳥海線（象潟 - 横岡・鉾立間）を廃止。
- 1996年（平成8年）2月28日 - 廃止[1]。

## 支店廃止時点での所管路線
- 仙秋号

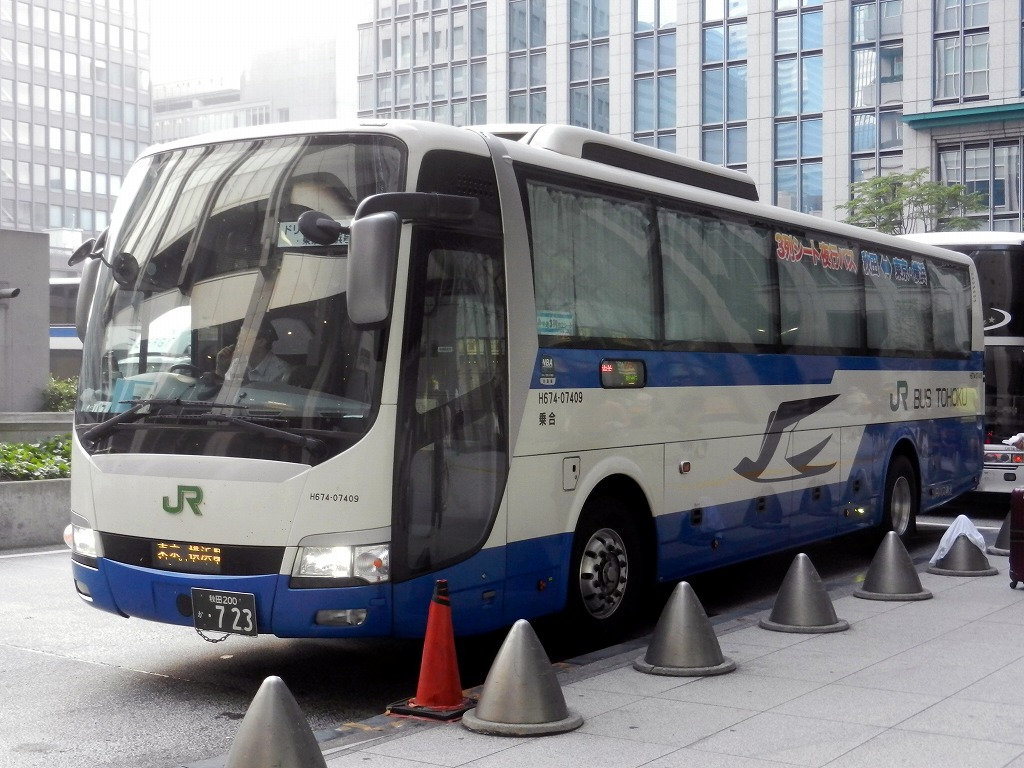
「ドリーム秋田・横浜号」に運用されていた秋田支店所属車両

- ドリーム秋田・東京号（乗車券予約業務は仙台駅東口高速バス案内所が担当、車両は秋田支店所属、乗務員は秋田支店・仙台支店が途中交代で担当）
- 仙台 - 古川線（乗務員のみ）

上記のほか、「ドリーム鳥海号」（現・「エクスプレス鳥海号」、本荘・象潟 - 東京線）、仙台 - 江刺線（乗務員のみ／2018年3月まで）および仙台 - 郡山線（乗務員のみ）の運行も担当していた。

## 設備
- 支店庁舎
- 検修庫